# David Livšic
David Livšic (hebrejsky: דוד ליבשיץ, žil 12. května 1897 – 30. října 1973) byl izraelský politik a poslanec Knesetu za strany Mapam, Frakce nezávislá na Achdut ha-avoda a Mapaj.

## Biografie
Narodil se v tehdejší Ruské říši. V roce 1938 přesídlil do dnešního Izraele.

## Politická dráha
V mládí se v tehdejším Polsku angažoval v sionistickém hnutí he-Chaluc a Dror. V roce 1925 se přidal do Světového svazu strany Po'alej Cijon. V letech 1927–1937 byl předákem strany Poalej Cijon ve Francii. Po přesídlení do dnešního Izraele vstoupil do strany Mapaj v Tel Avivu. V roce 1944 se přidal k stranické frakci Bet a roku 1948 přešel do levicové strany Mapam.
V izraelském parlamentu poprvé zasedl už po volbách v roce 1949, do nichž šel za Mapam. Mandát ale získal až dodatečně, v dubnu 1951, jako náhradník. Do práce Knesetu se po několik měsíců zbývajících do voleb již výrazněji nezapojil. Ve volbách v roce 1951 byl opětovně zvolen na kandidátce Mapam. V roce 1952 ovšem Mapam opustil a po jistou dobu byl členem formace nazývané Frakce nezávislá na Achdut ha-avoda. V roce 1954 přestoupil opětovně do Mapaj. Byl členem parlamentního výboru pro ekonomické záležitosti, výboru pro zahraniční záležitosti a obranu a výboru pro ústavu, právo a spravedlnost. Ve volbách v roce 1955 mandát za Mapaj obhájil. Byl členem výboru pro zahraniční záležitosti a obranu, výboru House Committee a výboru pro ústavu, právo a spravedlnost. Ve volbách v roce 1959 mandát neobhájil.